# اوتورینو پیوتی
اوتورینو پیوتی (انگلیسی: Ottorino Piotti؛ زادهٔ ۳۱ ژوئیهٔ ۱۹۵۴) بازیکن فوتبال اهل ایتالیا است.
از باشگاه‌هایی که در آن بازی کرده‌است می‌توان به باشگاه فوتبال آ.ث. میلان، باشگاه فوتبال آتالانتا، باشگاه فوتبال جنوآ، باشگاه فوتبال کومو، و باشگاه فوتبال آولینو اشاره کرد.